# Ернст Бено фон Вартенберг
Ернст Бено фон Вартенберг (на немски: Graf Ernst Benno von Wartenberg; * 13 февруари 1604, Мюнхен; † 8 март 1666, Ердинг) от фамилията Вителсбахи, е граф на Вартенберг, кемерер на Курфюрство Бавария и също управител на Ердинг.

## Биография
Той е син (13-о дете от 16 деца) от морганатичния брак на принц Фердинанд Баварски (1550 – 1608) и съпругата му Мария Петембек (1574 – 1619), дъщеря на Георг фон Петембек, съдия в Хааг, и Фелицитас Симон. Внук е на херцог Албрехт V Баварски (1528 – 1579) и ерцхерцогиня Анна Австрийска (1528 – 1590), втората дъщеря на император Фердинанд I. Брат е на Франц Вилхелм (1593 – 1661), кардинал, значим княжески епископ на Оснабрюк (1625 – 1661) и Регенсбург (1649 – 1661) и ръководи епископствата Ферден (1630 – 1631) и Минден (1631 – 1648).
Баща му Фердинанд Баварски се отказва от претенции за трона. През 1602 г. Ернст Бено (и братята и сестрите му) е издигнат от императора като граф на Вартенберг на имперски граф. Тази линия, наричана и „Фердинандска линия“, свършва по мъжка линия през 1736 г.
Ернст Бено се жени ок. 1628 г. за графиня Евфросина Сибила фон Хоенцолерн-Зигмаринген (* 15 юни 1607; † 25 юли 1636, погребана в Мюнхен), вдовица на граф Георг Вилхелм фон Хелфенщайн (* 19 януари 1605; † 31 май 1627, Венеция), дъщеря на граф и княз Йохан фон Хоенцолерн-Зигмаринген (1578 – 1638) и братовчедката му графиня Йохана фон Хоенцолерн-Хехинген (1581 – 1634). Евфросина Сибила е племенница на Айтел Фридрих фон Хоенцолерн (1582 –1625), епископ на Оснабрюк и кардинал.
Ернст Бено фон Вартенберг умира на 62 години на 8 март 1666 г. в Ердинг.

## Деца
Ернст Бено и Евфросина Сибила имат трима сина:
- Йохан Фердинанд Ернст фон Вартенберг (* 20 май 1630; † 1 септември 1675, Пасау), женен 1671 г. в Пасау за графиня Мария Анна Елизабет фон Залм-Нойбург († 2 февруари 1698, Тюслинг), дъщеря на граф Карл фон Залм-Нойбург (1604 – 1662) и графиня Елизабет Бернхардина (1624 – 1666); имат един син
- Франц Ернст фон Вартенберг (* ок. 1633; † сл. 1638)
- Алберт Ернст фон Вартенберг (* 22 юли 1636; † 9 октомври 1715, Регенсбург), вай-епископ на Регенсбург (1687 – 1715) и историк